# Gran Premi de Mèxic del 2019
El Gran Premi de Mèxic de Fórmula 1 de la temporada 2019 s'ha disputat al circuit Autòdrom Hermanos Rodríguez, del 25 al 27 d'octubre del 2019.

## Qualificació
La qualificació va ser realitzat en el dia 26 d'octubre.
| Pos                  | No | Pilot              | Constructor           | Part 1   | Part 2   | Part 3   | Sortida |
| -------------------- | -- | ------------------ | --------------------- | -------- | -------- | -------- | ------- |
| 1                    | 33 | Max Verstappen     | Red Bull-Honda        | 1:15.949 | 1:16.136 | 1:14.758 | 41      |
| 2                    | 16 | Charles Leclerc    | Ferrari               | 1:16.364 | 1:16.219 | 1:15.024 | 1       |
| 3                    | 5  | Sebastian Vettel   | Ferrari               | 1:16.696 | 1:15.914 | 1:15.170 | 2       |
| 4                    | 44 | Lewis Hamilton     | Mercedes              | 1:16.424 | 1:15.721 | 1:15.262 | 3       |
| 5                    | 23 | Alexander Albon    | Red Bull-Honda        | 1:16.175 | 1:16.574 | 1:15.336 | 5       |
| 6                    | 77 | Valtteri Bottas    | Mercedes              | 1:17.062 | 1:15.852 | 1:15.338 | 6       |
| 7                    | 55 | Carlos Sainz Jr.   | McLaren-Renault       | 1:17.044 | 1:16.267 | 1:16.014 | 7       |
| 8                    | 4  | Lando Norris       | McLaren-Renault       | 1:17.092 | 1:16.447 | 1:16.322 | 8       |
| 9                    | 26 | Daniïl Kviat       | Toro Rosso-Honda      | 1:17.041 | 1:16.657 | 1:16.469 | 9       |
| 10                   | 10 | Pierre Gasly       | Toro Rosso-Honda      | 1:17.065 | 1:16.679 | 1:16.586 | 10      |
| 11                   | 11 | Sergio Pérez       | Racing Point-Mercedes | 1:17.465 | 1:16.687 |          | 11      |
| 12                   | 27 | Nico Hülkenberg    | Renault               | 1:17.608 | 1:16.885 |          | 12      |
| 13                   | 3  | Daniel Ricciardo   | Renault               | 1:17.270 | 1:16.933 |          | 13      |
| 14                   | 7  | Kimi Räikkönen     | Alfa Romeo-Ferrari    | 1:17.225 | 1:16.967 |          | 14      |
| 15                   | 99 | Antonio Giovinazzi | Alfa Romeo-Ferrari    | 1:17.794 | 1:17.269 |          | 15      |
| 16                   | 18 | Lance Stroll       | Racing Point-Mercedes | 1:18.065 |          |          | 16      |
| 17                   | 20 | Kevin Magnussen    | Haas-Ferrari          | 1:18.436 |          |          | 17      |
| 18                   | 8  | Romain Grosjean    | Haas-Ferrari          | 1:18.599 |          |          | 18      |
| 19                   | 63 | George Russell     | Williams-Mercedes     | 1:18.823 |          |          | 19      |
| 20                   | 88 | Robert Kubica      | Williams-Mercedes     | 1:20.179 |          |          | 20      |
| 107% Temps: 1:21.265 |    |                    |                       |          |          |          |         |
| Font:                |    |                    |                       |          |          |          |         |

Notes
- ^1 Max Verstappen fou penalizat amb tres posicions en la graella de sortida per ignorar les banderes grogues durant la tercera sessió classificatòria.[4]

## Resultats de la Cursa
La cursa va ser realitzat en el dia 27 d'octubre.
| Pos                                                               | No | Pilot              | Constructor           | Voltes | Temps / Retirada | Pos.Sortida | Punts |
| ----------------------------------------------------------------- | -- | ------------------ | --------------------- | ------ | ---------------- | ----------- | ----- |
| 1                                                                 | 44 | Lewis Hamilton     | Mercedes              | 71     | 1:36:48.904      | 3           | 25    |
| 2                                                                 | 5  | Sebastian Vettel   | Ferrari               | 71     | +1.766           | 2           | 18    |
| 3                                                                 | 77 | Valtteri Bottas    | Mercedes              | 71     | +3.553           | 6           | 15    |
| 4                                                                 | 16 | Charles Leclerc    | Ferrari               | 71     | +6.368           | 1           | 131   |
| 5                                                                 | 23 | Alexander Albon    | Red Bull-Honda        | 71     | +21.399          | 5           | 10    |
| 6                                                                 | 33 | Max Verstappen     | Red Bull-Honda        | 71     | +68.807          | 4           | 8     |
| 7                                                                 | 11 | Sergio Pérez       | Racing Point-Mercedes | 71     | +73.819          | 11          | 6     |
| 8                                                                 | 3  | Daniel Ricciardo   | Renault               | 71     | +74.924          | 13          | 4     |
| 9                                                                 | 10 | Pierre Gasly       | Toro Rosso-Honda      | 70     | +1 volta         | 10          | 2     |
| 10                                                                | 27 | Nico Hülkenberg    | Renault               | 70     | +1 volta         | 12          | 1     |
| 11                                                                | 26 | Daniïl Kviat       | Toro Rosso-Honda      | 70     | +1 volta2        | 9           |       |
| 12                                                                | 18 | Lance Stroll       | Racing Point-Mercedes | 70     | +1 volta         | 16          |       |
| 13                                                                | 55 | Carlos Sainz Jr.   | McLaren-Renault       | 70     | +1 volta         | 7           |       |
| 14                                                                | 99 | Antonio Giovinazzi | Alfa Romeo-Ferrari    | 70     | +1 volta         | 15          |       |
| 15                                                                | 20 | Kevin Magnussen    | Haas-Ferrari          | 69     | +2 voltes        | 17          |       |
| 16                                                                | 63 | George Russell     | Williams-Mercedes     | 69     | +2 voltes        | 19          |       |
| 17                                                                | 8  | Romain Grosjean    | Haas-Ferrari          | 69     | +2 voltes        | 18          |       |
| 18                                                                | 88 | Robert Kubica      | Williams-Mercedes     | 69     | +2 voltes        | 20          |       |
| Ret                                                               | 7  | Kimi Räikkönen     | Alfa Romeo-Ferrari    | 58     | Retirat          | 14          |       |
| Ret                                                               | 4  | Lando Norris       | McLaren-Renault       | 48     | Retirat          | 8           |       |
| Volta ràpida: Charles Leclerc (Ferrari) — 1:19.232 (en el lap 53) |    |                    |                       |        |                  |             |       |
| Font:                                                             |    |                    |                       |        |                  |             |       |

Notes

- ^1  – Inclòs 1 punt extra per la volta ràpida.
- ^2  – Daniïl Kviat penalizat amb 10 segons al seu temp final per causar una col·lisió amb Nico Hülkenberg.

## Classificació després de la Cursa
| Pos. | Pilot            | Punts | Canvis     |
| ---- | ---------------- | ----- | ---------- |
| 1    | Lewis Hamilton   | 363   | =          |
| 2    | Valtteri Bottas  | 289   | =          |
| 3    | Charles Leclerc  | 236   | =          |
| 4    | Sebastian Vettel | 230   | Augment    |
| 5    | Max Verstappen   | 220   | Disminució |

| Pos. | Constructor     | Punts | Canvis |
| ---- | --------------- | ----- | ------ |
| 1    | Mercedes        | 652   | =      |
| 2    | Ferrari         | 466   | =      |
| 3    | Red Bull-Honda  | 341   | =      |
| 4    | McLaren-Renault | 111   | =      |
| 5    | Renault         | 73    | =      |